# La Pineda
La Pineda es una  pedanía del municipio de Vilaseca, en la provincia de Tarragona.

## Historia
En la época romana existía una villa de pescadores llamada Callipolis. En la zona se encontró un mosaico del siglo I a. C., que se expone en el  Museo arqueológico de Tarragona.

## Monumentos y zonas de interés
- Torre d'en Dolça.
- Ermita de La Pineda.
- Aquopolis.